# Hexatische Phase
Die hexatische Phase ist eine zwischen Flüssigkeit und Kristall liegende thermodynamische Phase (Aggregatzustand) in zweidimensionalen Systemen. Sie stellt eine anisotrope Flüssigkeit mit typischerweise sechszähligem Direktorfeld dar (hexa = griechisch sechs):
- Flüssig ist die hexatische Phase, da aufgrund der Dissoziation von Dislokationen der Schermodul verschwindet.
- Anisotrop ist diese Phase, da in sechs Richtungen noch recht gerade Linien entlang der nächsten Nachbarn gezogen werden können. Die Existenz dieses Richtungsfeldes bedeutet, dass es ein elastisches Modul gegen Verdrillung bzw. Torsion in der Ebene geben muss, das analog zu Flüssigkristallen Frankkonstante genannt wird.

Erst die Dissoziation von Disklinationen an einem zweiten Phasenübergang bei höherer Temperatur oder kleinerer Dichte erzeugt eine isotrope Flüssigkeit, in der auch die Orientierungselastizität verschwindet. Die hexatische Phase enthält folglich Dislokationen, aber noch keine Disklinationen.

## Ordnungsparameter
Die hexatische Phase lässt sich durch zwei Ordnungsparameter beschreiben, von denen die Translationsordnung kurzreichweitig ist (exponentieller Abfall) und die Orientierungsordnung quasi-langreichweitig (algebraischer Abfall).
| Phase                         | Translationsordnung                                                                          | Orientierungsordnung                                                                 | Defekte                          |
| ----------------------------- | -------------------------------------------------------------------------------------------- | ------------------------------------------------------------------------------------ | -------------------------------- |
| kristallin                    | quasi-langreichweitig: {\displaystyle G_{\vec {G}}({\vec {R}})\propto R^{-\eta _{\vec {G}}}} | langreichweitig: {\displaystyle \lim _{r\to \infty }G_{6}({\vec {r}})\propto const.} | defektfrei                       |
| hexatisch (anisotrop flüssig) | kurzreichweitig: {\displaystyle G_{\vec {G}}({\vec {R}})\propto e^{-R/\xi _{\vec {G}}}}      | quasi-langreichweitig: {\displaystyle G_{6}({\vec {r}})\propto r^{-\eta _{6}}}       | Dislokationen                    |
| isotrop flüssig               | kurzreichweitig: {\displaystyle G_{\vec {G}}({\vec {R}})\propto e^{-R/\xi _{\vec {G}}}}      | kurzreichweitig: {\displaystyle G_{6}({\vec {r}})\propto e^{-r/\xi _{6}}}            | Dislokationen und Disklinationen |

mit der Korrelationslänge {\displaystyle \xi }.

### Translationsordnung

Dislokationspaare zerstören die diskrete Translationsordnung (Verschiebung entlang der roten Pfeile), es lässt sich aber noch eine Orientierungsordnung erkennen, die in einer Richtung durch die schwarzen Linien angedeutet ist (oben). Erst Disklinationen zerstören zusätzlich die Orientierungsordnung (unten).

Kennt man die Positionen der Atome oder Partikel, so lässt sich die Translationsordnung messen mit der Translationskorrelationsfunktion {\displaystyle G_{\vec {G}}({\vec {R}})} als Funktion des Abstandes zwischen dem Gitterplatz am Orte {\displaystyle {\vec {R}}} und dem Ort {\displaystyle {\vec {0}}}, basierend auf der zweidimensionalen Dichtefunktion {\displaystyle \rho _{\vec {G}}({\vec {R}})=e^{i{\vec {G}}\cdot [{\vec {R}}+{\vec {u}}({\vec {R}})]}} im reziproken Raum:
{\displaystyle G_{\vec {G}}({\vec {R}})=\langle \rho _{\vec {G}}({\vec {R}})\cdot \rho _{\vec {G}}^{\ast }({\vec {0}})\rangle }
Der Ortsvektor {\displaystyle {\vec {R}}} zeigt hier auf einen Gitterplatz im Kristall, um den das Atom mit der Auslenkung {\displaystyle {\vec {u}}({\vec {R}})} thermisch fluktuieren kann, {\displaystyle {\vec {G}}} ist ein reziproker Gittervektor in der Fourierdarstellung. Die spitzen Klammern deuten die statistische Mittelung über alle Teilchenpaare im Abstand R an (vgl. Korrelationsfunktion).
In der hexatischen Phase fällt die Translationskorrelationfunktion schnell, d. h. exponentiell ab.
Im (zweidimensionalen) Kristall dagegen ist die Translationsordnung quasi-langreichweitig, die Korrelationsfunktion zerfällt langsamer, d. h. algebraisch; sie ist allerdings nicht wie in drei Dimensionen perfekt langreichweitig, da die Auslenkungen {\displaystyle {\vec {u}}({\vec {R}})} aufgrund des Mermin-Wagner-Theorems bei Temperaturen oberhalb des absoluten Nullpunktes logarithmisch über alle Grenzen anwachsen (divergieren).
Nachteil der Translationskorrelationsfunktion ist, dass sie streng genommen nur im Kristall definiert ist: spätestens in der isotropen Flüssigkeit, wenn Disklinationen vorhanden sind, lässt sich der reziproke Gittervektor nicht mehr bestimmen.

### Orientierungsordnung

Die j nächsten Nachbarteilchen bestimmen das sechszählige Richtungsfeld des i-ten Teilchens

Die Orientierungskorrelation des lokalen Richtungsfeldes als Funktion des Abstandes für den Kristall (blau), die hexatische Phase (grün) und die isotrop flüssige Phase (rot).

Die Orientierungsordnung bzw. das Direktorfeld {\displaystyle \Psi } lässt sich aus dem lokalen Richtungsfeld für ein Teilchen am Ort {\displaystyle {\vec {r}}_{i}} bestimmen, indem man die Winkel {\displaystyle \theta _{ij}} der Verbindungsachsen zu den {\displaystyle N_{j}} nächsten Nachbarn im sechszähligen Raum aufsummiert und mit der Anzahl {\displaystyle N_{j}} der (im Mittel sechs) Nachbarn normiert:
{\displaystyle \Psi ({\vec {r}}_{i})={\frac {1}{N_{j}}}\sum _{j=1}^{N_{j}}e^{i6\theta _{ij}}}
{\displaystyle \Psi } ist eine komplexe Zahl vom Betrag {\displaystyle |\Psi ({\vec {r}})|\leq 1}, die Phase {\displaystyle \theta _{ij}} gibt die Richtung des sechszähligen Direktorfeldes an; für einen hexagonalen Kristall sind dies die Richtungen der Kristallachsen. Für ein Teilchen mit fünf oder sieben nächsten Nachbarn, wie bei Dislokationen und Disklinationen, verschwindet das lokale Direktorfeld: {\displaystyle \Psi \sim 0}, bis auf einen sehr kleinen Beitrag aufgrund von thermischen Fluktuationen.
Aus dem Direktorfeld {\displaystyle \Psi } lässt sich für zwei Teilchen i und k im Abstand {\displaystyle {\vec {r}}={\vec {r}}_{i}-{\vec {r}}_{k}} die Orientierungskorrelationsfunktion bestimmen:
{\displaystyle G_{6}({\vec {r}})=\langle \Psi ({\vec {r}}_{i})\cdot \Psi ^{\ast }({\vec {r}}_{k})\rangle }
Die spitzen Klammern deuten wieder die statistische Mittelung über alle Teilchenpaare an.
Mit der Orientierungskorrelationsfunktion lassen sich alle drei o. g. Phasen identifizieren:
- Im Kristall zerfällt die Korrelationsfunktion nicht, sondern nähert sich einem konstanten Wert (blau in der doppeltlogarithmischen Abb.): Die Torsionssteifigkeit ist beliebig groß, d. h. die Frankkonstante ist unendlich.
- In der hexatischen Phase zerfällt die Orientierungskorrelationsfunktion nach einem Potenzgesetz (algebraisch), in der doppeltlogarithmischen Darstellung gibt dies gerade Linien (grün in der Abbildung dargestellt).
- In der isotropen Flüssigkeit zerfällt die Korrelation exponentiell, dies gibt gekrümmte Kurven im log-log Diagramm (rot in der Abb. bzw. Geraden im lin-log Diagramm).

Alle Kurven sind überlagert von der diskreten Struktur der Atome bzw. der Partikel, zu sehen an den Minima bei halbzahligen mittleren Teilchenabständen {\displaystyle r}. Teilchen, die in den Positionen schlecht korreliert sind, sind auch im lokalen Richtungsfeld schlecht korreliert.

## Hintergrund
Die Theorie des zweistufigen Schmelzens wurde von John Michael Kosterlitz und David J. Thouless bzw. Bertrand Halperin, David R. Nelson und A. Peter Young in ihren Arbeiten zum Schmelzen in zwei Dimensionen entwickelt. Nach den Anfangsbuchstaben der Nachnamen der Autoren hat sich der Name KTHNY-Theorie eingebürgert.
M. Kosterlitz und D. Thouless wurden für die Idee des Schmelzens durch topologischen Defekte mit dem Nobelpreis für Physik 2016 ausgezeichnet (siehe auch Kosterlitz-Thouless-Übergang). Die hexatische Phase wurde von D. Nelson und B. Halperin vorhergesagt, sie hat in dreidimensionalen Systemen kein strenges Analogon.
Zweizählige Direktorfelder kennt man von Flüssigkristallen; dort kommt die Anisotropie aus der länglichen (prolat) oder abgeplatteten (oblat) Form der einzelnen Moleküle.